# Kashirampur
Kashirampur è una suddivisione dell'India, classificata come census town, di 9.033 abitanti, situata nel distretto di Pauri Garhwal, nello stato federato dell'Uttarakhand. In base al numero di abitanti la città rientra nella classe V (da 5.000 a 9.999 persone).

## Geografia fisica
La città è situata a 29° 43' 52 N e 78° 31' 37 E.

## Società

### Evoluzione demografica
Al censimento del 2001 la popolazione di Kashirampur assommava a 9.033 persone, delle quali 4.632 maschi e 4.401 femmine. I bambini di età inferiore o uguale ai sei anni assommavano a 1.151, dei quali 636 maschi e 515 femmine. Infine, coloro che erano in grado di saper almeno leggere e scrivere erano 6.890, dei quali 3.743 maschi e 3.147 femmine.